# Advanced SystemCare
 Advanced SystemCare  — комплекс утилит для оптимизации ПК, обеспечивает автоматический сервис по удалению вредоносных программ, исправлению ошибок в реестре, защите личных данных, очистке системы и повышению производительности. Присутствуют модули по защите настроек браузера, ускорению доступа при пользовании Интернетом, а также защиту от вирусов, но не может заменить полноценный антивирус.

## Описание
Утилита распространяется в двух вариантах FREE и PRO. Особенностью FREE версии является чистка, коррекция и базовая оптимизация системы, а также базовая защита от угроз безопасности. Pro версия включает в себя более автоматизированные средства для увеличения скорости работы ПК, более глубокую очистку реестра, автоматическую и активную оптимизацию операционной системы, сканирования и удаления вредоносных программ и программ-шпионов, 24/7 техническая поддержка, автоматическое обновление, а также различные скины и темы. Изначально программа планировалась создателями как антивирус, но впоследствии была выпущена как оптимизатор, а версия Advanced SystemCare Ultimate вышла как антивирус с полным наборов инструментов для оптимизации ПК.
Версия Advanced SystemCare Ultimate — антивирус на основе технологий от BitDefender и собственного защитного механизма фирмы IObit с интегрированными функциями оптимизации (Advanced SystemCare PRO).
Программа Advanced SystemCare Free/PRO принадлежит к категории универсальных утилит оптимизации и чистки системы, является не полным аналогом таких программ как CCleaner, Glary Utilities, Auslogics BoostSpeed, Reg Organizer и пр. Участвует в рейтингах программ по оптимизации компьютера и имеет положительные отзывы от пользователей и специалистов, а также получила несколько знаков отличия от известных компьютерных журналов.
Advanced SystemCare поддерживает работу на ОС Windows:
- Windows XP
- Windows Vista
- Windows 7
- Windows 8
- Windows 10

## Интерфейс
Advanced SystemCare Free/PRO переведена на 39 языков, включая английский язык, русский язык, украинский язык, белорусский язык и др.

## Возможности
- Базовая защита от компьютерных угроз, блокирование несанкционированного доступа к личным данным
- Базовая оптимизация системы
- Настройка системы для максимальной производительности
- Защита при скачивании и совместном использовании файлов
- Оптимизация в режиме реального времени с Active Boost
- Очистка системного реестра
- Более 20 средств для оптимизации работы компьютера
- Блокирование несанкционированного доступа к личным данным
- Восстановление удаленных файлов
- Оптимизировать компьютер по расписанию
- Менеджер процессов